# 龙孔镇 (犍为县)
龙孔镇，是中华人民共和国四川省乐山市犍为县下辖的一个乡镇级行政单位。2019年12月，将原下渡乡永忠村所属行政区域划归龙孔镇管辖。

## 行政区划
龙孔镇下辖以下地区：
龙孔场社区、曙光村、建新村、晏佳村、公平村、龙华村、协力村、新锦村、陈佳村、乐和村、茂盛村、康村、丝茅坪村、新开村、文峰村、陶家村、黎明村、四民村、老文滩村和石燕村。